# Giacomo Amato
Giacomo Amato (Palermo, 14 maggio 1643 – Palermo, 26 dicembre 1732) è stato un architetto italiano.

## Biografia
Appartenente all'ordine dei Crociferi, Amato si formò giovanissimo a Roma con Carlo Rainaldi. A Roma collaborò anche alla costruzione della Chiesa della Maddalena. Tornato in patria, importò, nelle chiese palermitane di Santa Maria della Pietà e Santa Teresa alla Kalsa gli insegnamenti del maestro e quelli derivati dallo studio delle opere di Carlo Fontana.
Fu allievo di Paolo Amato.
La facciata di Santa Teresa è particolarmente significativa in tal senso: due ordini scanditi da elementi verticali (paraste, semicolonne, colonne libere) la cui plasticità aumenta progressivamente in corrispondenza dell'asse centrale, una grande finestra al centro del secondo ordine, un tondo con un bassorilievo, circondato da putti, sopra il portale (elemento ripreso da San Marcello al Corso).
Da ricordare, tra i suoi progetti per chiese e oratori, alcuni lavori in collaborazione con Giacomo Serpotta e la sua numerosa famiglia di stuccatori, come l'Oratorio di San Lorenzo e l'Oratorio del Rosario di San Domenico.

## Opere

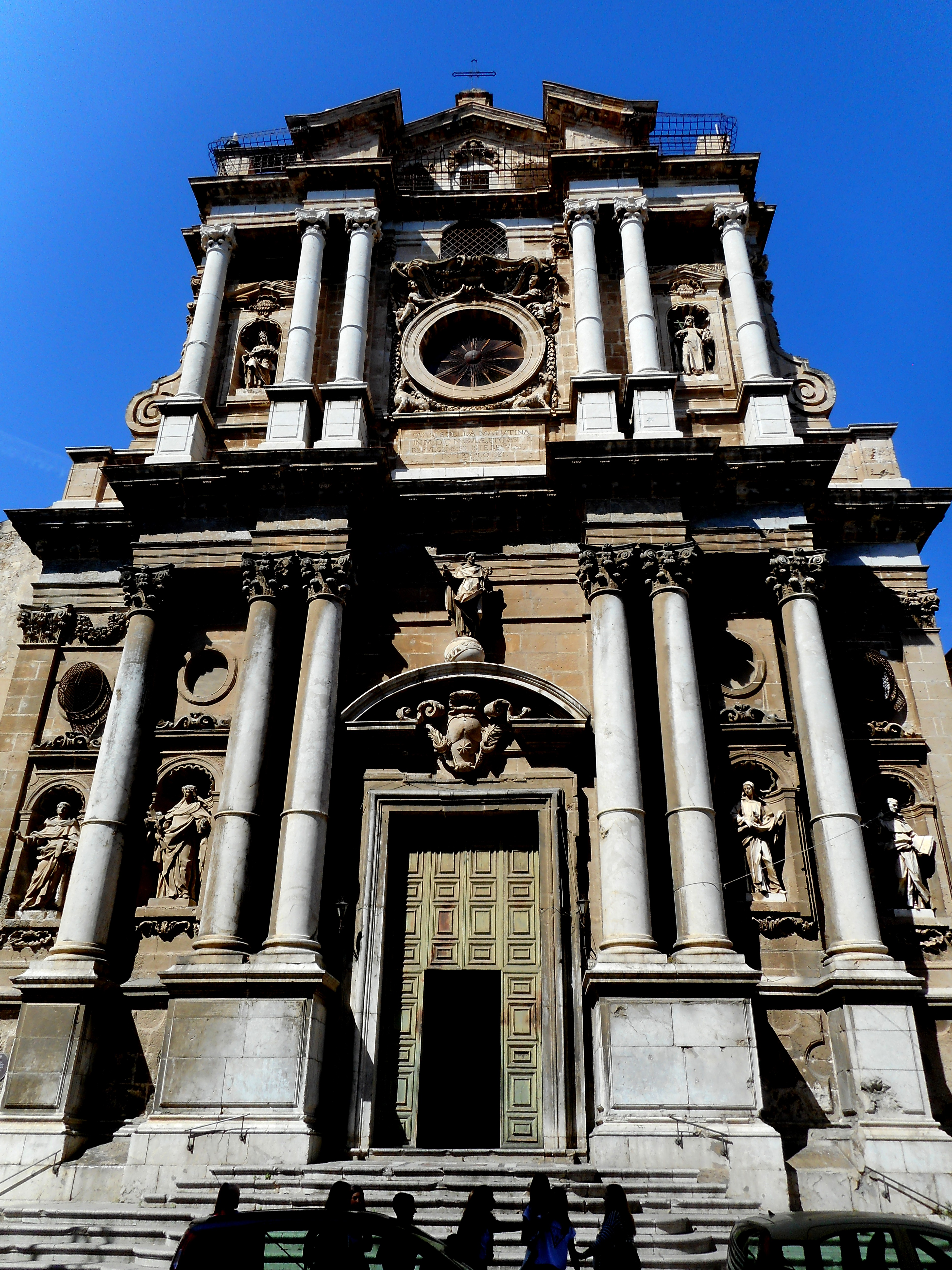
Santa Maria della Pietà

- Santa Maria della Pietà 1689 - 1708 circa, Chiesa di Santa Maria della Pietà.
- 1686, Chiesa di Santa Teresa alla Kalsa.
- 1686 - 1689, Chiesa di San Mattia del Noviziato dei Crociferi.

Progetti e bozzetti per la realizzazione delle strutture/decorazioni in marmo policromo nella chiesa di Santa Caterina d'Alessandria e nella chiesa dell'Immacolata Concezione.

### Modelli e disegni
La collezione di disegni di Giacomo Amato  si conserva nel Gabinetto dei Disegni e delle Stampe della Galleria Regionale della Sicilia di Palazzo Abatellis, a Palermo in 7 volumi contenenti 497 disegni.
- 1687, Prospetto del fronte a mare della chiesa di San Mattia e noviziato dei Padri Crociferi, penna e inchiostro bruno su tracce di matita nera, acquerellature in toni di grigio, fori di compasso, opera custodita nella Galleria regionale della Sicilia di «Palazzo Abatellis» di Palermo.
- 1689, Prospetto definitivo della facciata della chiesa di Santa Maria della Pietà, matita nera e acquerellature in toni di bruno, fori di compasso, opera custodita nella Galleria regionale della Sicilia di «Palazzo Abatellis» di Palermo.
- 1692, Alzato dell'altare della Cappella di San Fausto per la chiesa della Natività di Nostra Signora a Mejorada del Campo, penna e inchiostro bruno, inchiostro bruno, acquerellature colorate, matita nera, opera realizzata con la collaborazione di Pietro Aquila e custodita nella Galleria regionale della Sicilia di «Palazzo Abatellis» di Palermo.
- 1692 - 1728, Progetto della nuova facciata del palazzo Branciforte nella strada di San Nicolò alla Kalsa, matita nera, inchiostro bruno, acquerellature in toni di grigio, fori di compasso, opera custodita nella Galleria regionale della Sicilia di «Palazzo Abatellis» di Palermo.
- 1698, Alzato di porta laterale della chiesa di Santa Maria della Pietà, penna e inchiostro bruno, acquerellature in toni di grigio, matita nera, fori di compasso, opera custodita nella Galleria regionale della Sicilia di «Palazzo Abatellis» di Palermo.
- 1704c., Prospetto di loggia nel cortile di palazzo Tarallo, matita nera, penna e acquerellature in toni di bruno, fori di compasso, opera custodita nella Galleria regionale della Sicilia di «Palazzo Abatellis» di Palermo.
- 1704c., Prospetto delle logge nel cortile di palazzo Tarallo, matita nera, penna e acquerellature in toni di bruno, fori di compasso, opera custodita nella Galleria regionale della Sicilia di «Palazzo Abatellis» di Palermo.
- 1714 ante, Prospetto della nuova facciata del palazzo Spaccaforno, matita nera, acquerellature in toni di grigio, fori di compasso, opera custodita nella Galleria regionale della Sicilia di «Palazzo Abatellis» di Palermo.
- XVIII secolo inizi, Studio per cornice in collaborazione della bottega, penna e inchiostro bruno, acquarellature brune e gialle, su matita nera, fori di compasso, opera custodita nella Galleria regionale della Sicilia di «Palazzo Abatellis» di Palermo.
- 1693c., Disegno raffigurante l'altare del Santissimo Sacramento nell'Oratorio della Compagnia della Carità di San Bartolomeo degli Incurabili realizzato in collaborazione con Antonio Grano, penna e inchiostro bruni, acquarello grigio su matita nera su carta bianca ingiallita, opera custodita nella Galleria regionale della Sicilia di «Palazzo Abatellis» di Palermo.
- 1687, Apparato per il Santissimo Sacramento nell'oratorio delle Anime Derelitte nel chiostro di San Domenico realizzato in collaborazione con Antonio Grano, penna e inchiostro bruno, acquerellature colorate su tracce di matita nera, fori di compasso, opera custodita nella Galleria regionale della Sicilia di «Palazzo Abatellis» di Palermo.
- 1692 ante, Disegno per reliquiario di Santa Rosalia realizzato in collaborazione con Antonio Grano, inchiostro e acquerello bruno su carta bianca, opera custodita nella Galleria regionale della Sicilia di «Palazzo Abatellis» di Palermo.
- 1701, attribuzione, Alzato del catafalco per le esequie del Re Carlo II di Spagna eretto a Palermo e realizzato in collaborazione con Antonio Grano,  matita nera, acquarellature in toni di grigio, fori di compasso, opera custodita nella Galleria regionale della Sicilia di «Palazzo Abatellis» di Palermo.
- 1689, Disegno per l'incisione raffigurante il Gioco di Fuoco celebrato a Palermo in onore del matrimonio di Carlo II d'Asburgo e Maria Anna di Neuburg realizzato in collaborazione con Antonio Grano, commissionato dal duca di Uzeda, matita nera, penna e inchiostro bruno, fori di compasso, opera custodita nella Galleria regionale della Sicilia di «Palazzo Abatellis» di Palermo.